# 100 чоловіків проти горили

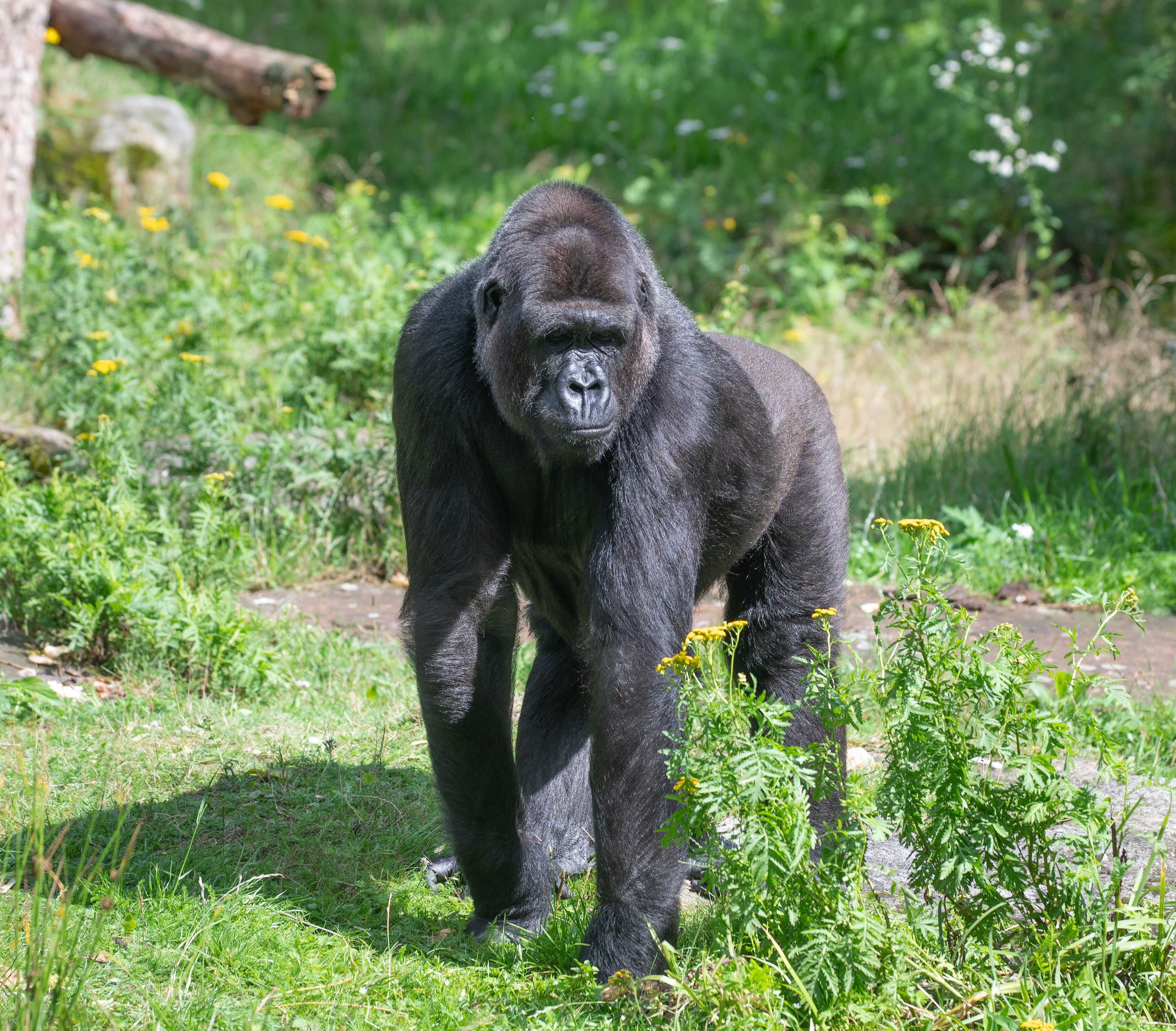
Самець горили

«100 чоловіків проти горили» — це уявний експеримент, дискусія та інтернет-мем, у якому запитується, чи можуть сто неозброєних чоловіків перемогти сріблястоспинну гориллу в бою. Це питання, яке датується 2020 роком, суттєво популяризувалося у 2025 році, надихнуло на появу мемів та різноманітних дискусій щодо того, хто переможе.
Зазвичай уявна дія відбувається в обмеженому природному середовищі без зброї, де чоловіки неозброєні та не навчені бою.

## Походження
Перша відома поява питання в інтернет-просторі була на сабреддіті r/whowouldwin у дописі 2020 року від користувача u/probablycashed. Це питання стало вірусним у TikTok у 2022 році.
У квітні 2025 року це питання стало вірусним у Твіттері, здобувши ширшу популярність після того, як YouTube-зірка MrBeast опублікував жартівливий твіт із проханням знайти 100 чоловіків-добровольців для виконання гіпотетичного завдання — битви з горилою. Цей твіт зібрав понад 17 мільйонів переглядів і викликав широке обговорення в соціальних мережах.

## Науковий погляд
Тара Стоїнські, президент Фонду горил Даяни Фоссі, сказала, що люди часто переоцінюють силу горил, стверджуючи, що, незважаючи на те, що горили мають сильні м'язи та щелепи, ці риси використовуються радше для захисту, ніж під час полювання. Вона вважає, що велика група людей може використовувати свою здатність до співпраці та координації, атакуючи по черзі, щоб «затягнути битву, яка зрештою може виснажити горилу». Приматолог Мішель Родрігес погодилася, що горили «зазвичай не агресивні» та «вибирають свої битви», і що в цій ситуації горила спробувала б утекти.
Рон Маґілл, директор з комунікацій зоопарку Маямі, вважає, що люди-нападники можуть перемогти, «працюючи разом, щоб оточити горилу та створити людську гамівну сорочку», але зазнають смертей та серйозних травм від струсу мозку, укусів та переломів шиї.  Приматолог Кет Гобайтер стверджував, що якби нападникам-людям не дозволили одночасно атакувати горилу, а довелося б атакувати по одному, у них «не було б жодного шансу».

## Думки
Гіпотетичне питання привернуло увагу популярних новинних статей та знаменитостей. Відповідь Ілона Маска на це запитання була такою: «Звичайно, а що найгірше може статися?». Сенатор США Тім Шіхі заявив у відео у Твіттері, що, на його думку, чоловіки «однозначно переможуть», хоча й зіткнуться з «високим рівнем втрат».
Дебати спричинили обговорення питань маскулінності та етики. Критики стверджують, що цей сценарій відображає «токсичну маскулінність та помилкове бажання стверджувати панування над природою». Організації з захисту прав тварин, такі як PETA, засудили ці дебати як неетичні. Представники Фонду горил Діан Фоссі сподівалися, що цей мем викличе інтерес до зусиль зі збереження горил.